# 湯滝橋
湯滝橋（ゆたきばし）は、長野県飯山市の千曲川に架かる長野県道353号野沢上境停車場線の橋長152.98 m（メートル）のトラス橋・桁橋。

## 概要
橋名は付近の地名に由来する。江戸時代には湯治場の存在が記され、現在では橋のすぐ近くに湯滝温泉がある。
- 形式 - 鋼単純活荷重合成桁橋2連+鋼下路単純ワーレントラス橋1連+鋼単純活荷重合成桁橋1連
- 橋格 - 第1種 (TL-20)
- 橋長 - 152.980 m
  - 支間割 - 2×25.000 m + 80.000 m + 20.000 m
- 幅員
  - 総幅員 - 6.700 m
  - 有効幅員 - 6.000 m
  - 車道 - 6.000 m
  - 歩道 - なし
- 床版 - 鉄筋コンクリート
- 施工 - 舞鶴重工業
- 架設工法 - ケーブルクレーン工法

本橋下流370 mを境に千曲川は上流側が直轄管理区間として国土交通省北陸地方整備局千曲川河川事務所が、下流側は指定区間として長野県が河川管理を行っている。

## 歴史

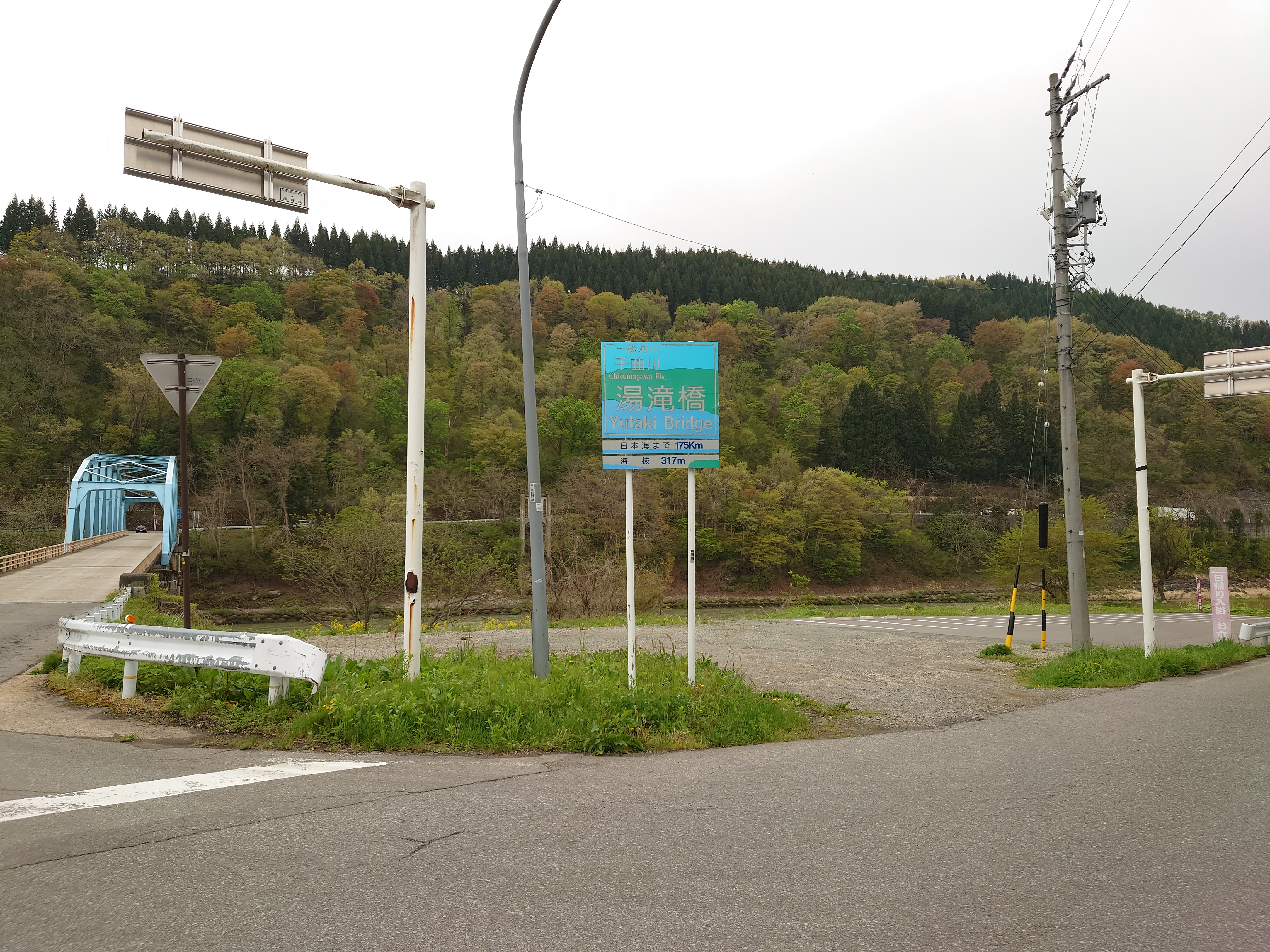
左岸から見た湯滝橋。

架橋以前には上境の渡し船が利用されていた。1933年（昭和8年）に舟橋が架橋されるが、1934年（昭和9年）9月に流失し、1936年（昭和11年）に木橋を架橋した。
1940年（昭和15年）に飛島組の施工により木吊橋が架橋される。
トラス橋である現橋は1964年（昭和39年）11月5日に開通した。

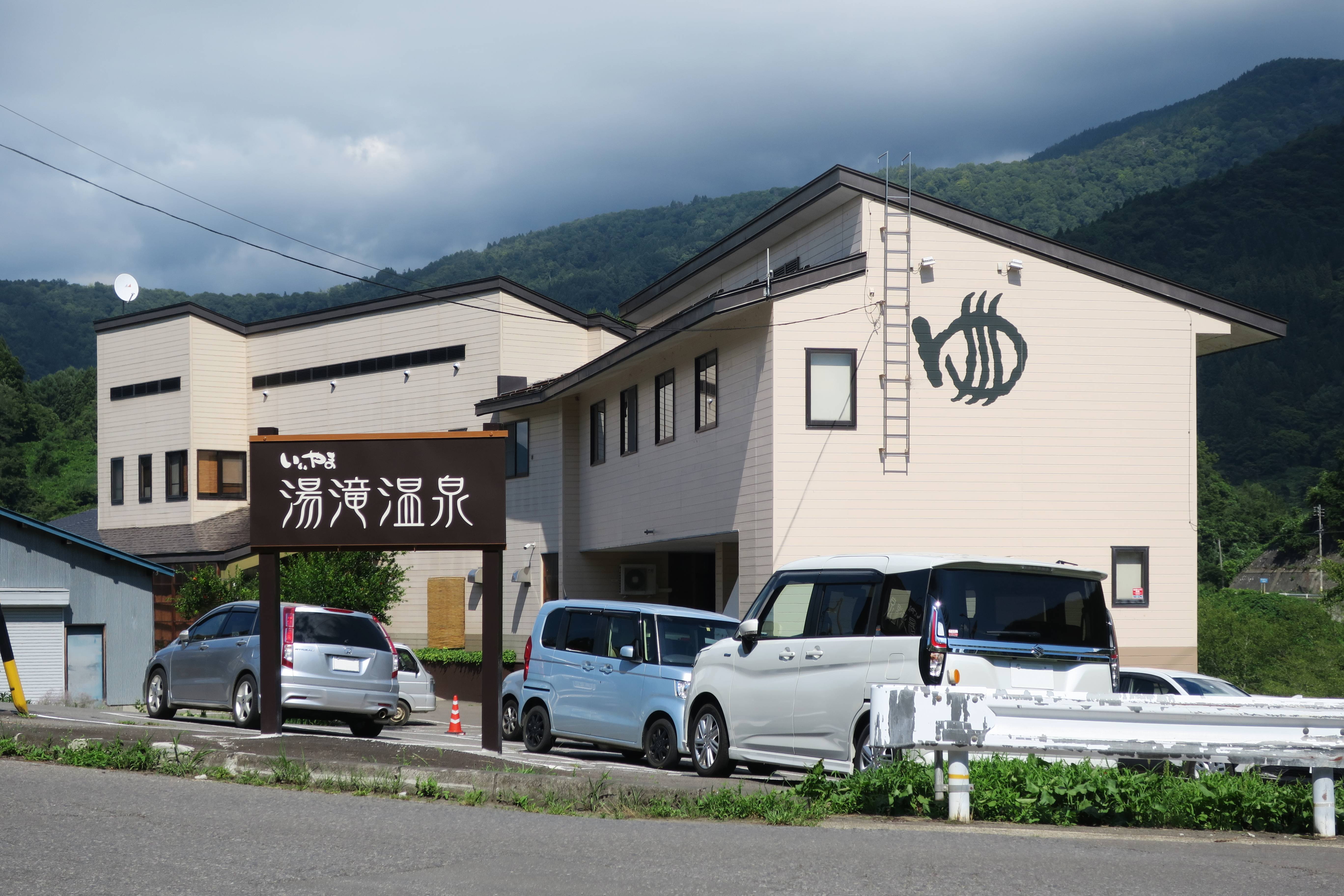
いいやま湯滝温泉

1987年（昭和62年）6月に地元住民が作る上境温泉株式会社により温泉が本橋の右岸直下流に掘削され、1992年（平成4年）12月6日に「いいやま湯滝温泉」として開業した。